# Sten Jacobsson
Sten Jacobsson, född 21 mars 1949 i Göteborg, bosatt i Särdal i Halland, är en svensk lyriker.

## Utbildning och yrkesliv
Efter studentexamen på Lundby gymnasium, Göteborg läste Jacobsson religionskunskap, historia, litteraturvetenskap samt idé- och lärdomshistoria vid Göteborgs universitet och påbörjade ett avhandlingsarbete i ekonomisk historia, innan poesin och poesigruppen "Vårdkase" tog över. Han utbildade sig till bibliotekarie och folkhögskolelärare och har arbetat som bibliotekarie i Halmstad kommun, Härjedalens kommun och Kristianstad kommun.

## Författarskap
Jacobsson debuterade 1975. I hans dikter, ofta yppigt bildrika, förenas djuppsykologiska inslag med en odogmatiskt socialistisk humanism. 
Tillsammans med makan, författaren Anna-Pia Åhslund, har han gett ut en antologi med författarröster från Halland.
Jacobssons resor i bland annat Polen, Latinamerika, Provence och Indien har satt många spår i hans produktion. 